# Borisz Szergejevics Petropavlovszkij
Borisz Szergejevics Petropavlovszkij (oroszul: Борис Сергеевич Петропавловский) (Kurszk. 1898. május 14. vagy május 26. – Leningrád, 1933. november 6.) orosz/szovjet vezető rakétafejlesztő.

## Életpálya
1915-ben kadét a Szuvorov Varsói katonai iskolában, majd Szentpéterváron Tüzérségi Iskolát végzett. 1918-1919 között politikai tevékenységet (megyei végrehajtó bizottság titkára) végzett. 1919-től a Munkás-paraszt Vörös Hadsereg katonájaként több (déli- és nyugati front, Kaukázus, Közép-Ázsia) hadműveletben vett részt. 1929-ben a leningrádi Katonai Műszaki Főiskolán diplomázott.
1927-ben Leningrádba telepítették és GDL (Газодинамическая лаборатория, ГДЛ) Gázdinamikai Laboratórium névre keresztelt intézetben Nyikolaj Ivanovics Tyihomirov igazgatójának egyik vezető munkatársa. 1930-1933 között a laboratórium parancsnoka. 1927-1933 között rakéták (repülőgép-fedélzeti rakétalövedékek, start rakéták), valamint különböző méretű, szilárd- és folyékony hajtóanyagú rakétafegyvereket fejlesztettek. Nagyban hozzájárult a Katyusa rakéta-sorozatvető létrehozásában.

## Szakmai sikerek
- 1991-ben megkapta a Lenin-rend kitüntetést.
- Több kitüntetéssel ismerték el szakmai munkáját.
- Emlékére nevét a Hold túlsó oldalán kráter viseli.